# Trox martini
Trox martini es una especie de coleóptero de la familia Trogidae.

## Distribución geográfica
Habita en el paleártico: en el sur de la España peninsular y el norte de África.